# C4H11O3P
化学式C4H11O3P（摩尔质量：138.1 g/mol）可能指：
- 亚磷酸二乙酯，CAS号：762-04-9
- 甲基膦酸单异丙酯（日语：メチルホスホン酸イソプロピル），CAS号：1832-54-8

|  | 这个同类索引页列出了具有相同分子式的化学物（即同分異構體）条目。 除非您是有意链接至本页，否则应将相应条目的内部链接指向正确的条目。 |